# Le Mystère de l'île étrange
Le Mystère de l'île étrange est le 4e tome de la série de bande dessinée De cape et de crocs d'Alain Ayroles et Jean-Luc Masbou.
Les pages de couverture montrent un dialogue dans le noir entre Maupertuis et Lope, pendant qu'ils sont dans la marmite des indigènes des Îles Tangerines : l'hidalgo y narre notamment son amour de jeunesse avec une dame de haut rang (une louve) hélas décédée. Cette narration a ramené à Armand le souvenir de son propre amour, Séléné, et, par ricochet, le collier dont elle lui a fait don. Il se souvient alors que les indigènes semblent avoir une fascination pour la Lune ; or son collier est une pierre de lune, à l'instar de celle que possède le raïs Kader. La cuisson ayant affaibli les liens des deux héros, ils en profitent pour faire une rentrée théâtrale.

## Résumé
Comme Armand l'avait prévu, l'exhibition de la pierre (et le discours en alexandrins) frappe de stupeur la population indigène, qui laisse Armand, Lope et Bombastus s'enfuir. Mais voilà que devant les pirogues que cherchent à rejoindre les trois fuyards se trouve à nouveau l'homme noir rencontré dans les marais. Contre toute attente, alors que ses concitoyens s'expriment de manière très primitive, ce dernier comprend fort bien le jeu de Maupertuis, et lui répond même en alexandrins. Sabado (« samedi » en espagnol, qui est son nom, un clin d'œil ironique au « Vendredi » de Robinson Crusoé) présente ses excuses au nom de la tribu qui a essayé de les manger, et les invite à manger « du bon côté de l'assiette » ; il y raconte notamment son histoire, celle d'un homme réduit en esclavage deux fois, d'abord par les Arabes, puis par les Français, et s'étant à chaque fois évadé, une fois pour traverser le Sahara jusqu'à son village natal (où il fut capturé par les Français), et l'autre pour rejoindre (alors que le navire négrier voguait vers les Antilles) les îles où il a rencontré la tribu qu'il dirige désormais. Durant le repas, Bombastus, qui a emprunté la pierre de lune (le collier, don de Séléné) d’Armand, fait avec elle des expériences sous le regard ébahi des natifs, ce qui l'amène à formuler des théories qu'il ne peut toutefois développer jusqu'à la fin de l'album. Quant à Lope, il comprend l'origine de la méprise ayant failli coûter la vie aux deux compères : dans cette île, les indigènes élèvent les chiens pour les tuer et les manger... ce qui lui coupe l'appétit. Les héros sont invités à dormir chez Sabado et sa femme.
Au cours de la même nuit, le navire équipé par Mendoza et Cénile fait route à travers l'Atlantique, et Séléné y est prise à partie par l'Espagnol qui cherche à la séduire. Elle montre sa détermination à se défendre, mais finit par s'évanouir devant la violence verbale développée par le chevalier ; Cénile vient alors la chercher et remet à sa place Mendoza.
Au même moment, à bord du bateau pirate, une discussion a lieu entre Hermine et le captain Boney Boone ; celle-ci suggère au capitaine d'être plus conscient de sa valeur et de son rôle prééminent, en particulier dans le partage du trésor. Cette conversation a une forte influence sur le capitaine, malgré les avertissements répétés de son méfiant second Cigognac. Il finit par décider l'organisation d'une fête bien arrosée d'alcool, à laquelle seul avec trois complices plus bêtes les uns que les autres et les trois otages il ne prend pas part. Il débarque avec ses six compagnons pour prendre les devants et sa part du trésor. En chemin, la rencontre avec une bande de perroquets distrait l'attention des pirates. Profitant de cette occasion où les pirates se chamaillent, Hermine organise la rébellion, les otages s'emparent des armes d'un pirate assommé et arrivent à maîtriser les forbans.
Au matin, Lope, entendant du bruit, découvre que Sabado est en train d'enfouir à la hâte un énorme coffre ; il le prend sur le fait, mettant en doute les paroles que celui-ci a prononcées la veille au soir, selon lesquelles « il n'y a pas de trésor aux Îles Tangerines ». Mais le coffre ne contient que des bouteilles, toutes semblables, contenant chacune un message écrit dans une langue différente, et vantant le trésor des Îles Tangerines. Ces bouteilles sont les mêmes que celle jadis trouvée par le Raïs Kader et que celle trouvée dans le Hollandais Volant. Sabado révèle aux héros que de telles bouteilles sortent régulièrement du cratère du volcan, et qu'il les cache par peur de voir arriver des aventuriers volontiers esclavagistes. Les amis décident donc d'aller explorer ce cratère, malgré les mises en garde de la tribu superstitieuse. Lope et Armand trouvent des lames dans la case de Sabado et échangent sur la plage cadeau contre cadeau : Lope apprend à Armand la botte « à la un-deux-trois » tandis qu’Armand enseigne la recette du confit de poularde « façon Maupertuis ».
Lope, Armand et Bombastus, à bord d'une pirogue, rentrent dans l’île volcanique par une passe. Ils y trouvent une nature particulièrement exubérante : marées d'amplitude colossale, crustacés aux dimensions énormes. Ils trouvent le navire des pirates et parviennent à leur extorquer, à peine revenus de leur ivresse, la destination du capitaine félon, et suivent sa trace en s'aidant de leur propre carte. Une rencontre avec la troupe de perroquets qu'ont croisée Boone, son équipage et ses otages met nos héros au courant de ce qui s'est passé la nuit précédente, ceux-ci répétant l'ensemble de la scène. Plus loin, alors que suivant la piste ils surplombent la mer, ils voient passer en contrebas le Hollandais Volant porté sur le dos du Léviathan. À ce moment même, Eusèbe et le raïs Kader, se rendant compte de l'impossibilité de sortir du ventre du monstre, décident de visiter les navires avalés par celui-ci pour trouver de quoi manger. Dans une inversion symétrique de celle du deuxième tome, croyant tomber sur la cambuse, ils entrent dans la sainte-barbe et Eusèbe y déclenche par erreur une formidable explosion qui est ressentie dans tout l'archipel.
Les héros poursuivent leur route, mais le sagace Armand flaire un piège et se méfie de plus en plus de la véracité de la légende du trésor. Alors que les deux gentilshommes et Bombastus arrivent au seuil d'un temple en l'honneur de la Lune, où de nombreuses indications concordent avec les plans et les messages trouvés dans les bouteilles, il refuse d'entrer dans le jeu de chasse au trésor, contrairement à Lope qui manque de se faire capturer dans une trappe prévue à cet effet. Furetant dans la pièce, Bombastus trouve une issue (une dalle qui donne en dessous) débouchant sur une machinerie complexe (une horloge astronomique), puis à l'étage situé en dessous, un balcon dominant un grand navire muni de roues (une galère d’apparat), lesquelles sont posées sur une descente équipée de rails. Entendant des bruits de foule, des hululements lugubres, les amis continuent à descendre et arrivent au niveau de la lagune, où des indigènes sont en train de hisser un cachalot sur la plage. Au hasard d'un couloir, ils en croisent un et le capturent. Celui-ci a l'apparence d'un personnage de Commedia dell'arte et, muet, ne s'exprime que par gestes. Profitant d'un instant d'inattention, il s'enfuit et rameute nombre des mimes ses semblables, armés d'épées.
On découvre à ce moment le cachot où les mêmes bruits de foule se font entendre : Doña Hermine, Andreo, Plaisant, Boone et ses trois hommes y sont enfermés, et deux de ces derniers sont successivement enlevés puis ramenés couverts de jus de tomate et semblant délirer en reprenant des extraits de pièces classiques. Finalement ils sont tous sortis de leur oubliette, et priés d'exécuter une farce pour amuser leurs ravisseurs, sachant que de leur succès et du rire des spectateurs dépendent la vie ou la mort des deux premiers pirates. Hermine, comédienne professionnelle, et Plaisant, amateur de Scapin, prennent la direction des opérations, et préparent autant que possible les autres (Andreo, Boone et le pirate restant) à jouer leur rôle respectif « all' improviso ». Malgré tout, eux seuls s'acquittent correctement de leurs rôles, Andreo et Boone étant paralysés par un public exigeant et impassible : l'ensemble du public est masqué à la vénitienne, y compris un personnage haut placé, qui change d'humeur et de masque, précipitant ainsi petit à petit la mort des deux otages.
Durant ce temps, le combat acharné des deux gentilshommes les a amenés sous le théâtre, et Bombastus, qui ne prend pas part à la rixe, reconnaît dans ce dernier celui apporté par le navire même qui l'a amené aux îles Tangerines, le Feuriges Seepferdchen. Il commence à utiliser les instruments permettant de mouvoir les accessoires de scène. À ce moment, Hermine élève la voix et Lope la reconnaît. Il demande à Bombastus de l'aider à la rejoindre, et commence à s'élever vers la scène sur un char factice, pendant qu'Armand continue seul son duel contre des forces fraîches.
C'est durant ces jeux de scène, qu'Andreo, poussé par Hermine à jouer correctement son rôle d'amoureux, embrasse fougueusement cette dernière. Mais Lope surgit à ce moment, et, jaloux, se rue sur son rival. Bombastus, continuant de manipuler au hasard les divers leviers, des interférences incongrues, comme autant de deus ex machina, apparaissent au cours de la farce : disparition puis réapparition d'Andreo, projection d'un sac de sable sur le capitaine, émergence d'un canon (chargé). Lope donne la bastonnade au capitaine, croyant frapper l'autre prétendant d'Hermine, puis, constatant son erreur, se met à la poursuite du véritable Andreo en faisant involontairement accuser le pirate restant des coups que Boone a reçus.
Succombant sous le nombre, Armand tombe sur Bombastus et la machinerie, ce qui provoque l'ascension d'une gigantesque figurine de Poséidon qui les emporte tous deux vers la scène ; l'apparition puis la dislocation de cette figure en trompe-l'œil provoquent la mise à feu du canon et une belle pagaille sur la scène, alors que les mimes déboulent dans le théâtre, que Lope, Andreo et Hermine continuent leur course-poursuite et que le capitaine, atterré d'avoir enfin compris grâce à Maupertuis l'inexistence de « son » trésor, se lamente et prononce le mot de la fin attendu par le spectacle : « Me voilà gros Jean comme devant ». Ce final baroque est accueilli par le public masqué avec admiration et c'est sous les applaudissements nourris que les acteurs involontaires se retrouvent derrière le rideau. Mais, avant que celui-ci ne se referme complètement, Bombastus révèle qui sont ces gens : des « Sélénites », autrement dit des habitants de la Lune.
La dernière page de l'album montre Eusèbe et le Raïs Kader ayant réussi à s'extraire des entrailles du Léviathan, apparemment grâce à l'aide du poulpe, et suivant le chemin inverse de nos héros : des bords souterrains de la mer à la chambre de laquelle la pierre de lune doit être lancée dans la lagune.

## Analyse
Les premières pages de l'album sont l'occasion pour les auteurs de glisser un clin d’œil à leurs lecteurs, sans pour autant forcément verser dans le franchissement du quatrième mur : Armand indique ainsi qu'il lui semble  « mijoter ainsi depuis plus d'un an ! » dans la marmite dans laquelle l'ont placé les indigènes, faisant ainsi référence au délai de parution entre cet album et le précédent ; et il conclut son intervention par  « Il est temps pour nous de remonter sur scène » qui de surcroît reprend le vocabulaire du théâtre si présent dans le récit.
Comme dans les autres albums, le récit fait intervenir un grand nombre de références littéraires et artistiques, en particulier au théâtre. L'album comporte ainsi une traditionnelle référence aux Fourberies de Scapin (dont on voit également un buste de l'auteur Molière) avec la phrase « Que diable allions-nous faire en cette caverne ? », puis une autre avec le capitaine Boone, piégé dans un sac, battu par Lope (de manière similaire au personnage d'Argante dans la pièce de théâtre) ; tandis que les pirates capturés par les Sélénites répètent d'un air hagard des répliques du Cid, dont la célèbre litote « Je ne te hais point ». Par ailleurs, la mise en scène et les images dépassent ici le théâtre français, privilégié jusqu'ici, avec l'introduction des mimes qui servent de soldats aux Sélénites et dont l'apparence évoque les personnages de la Commedia dell'arte.
Le « vent qui venait à travers la montagne » et qui rendait Lope fou est une référence au poème Guitare de Victor Hugo. L'histoire de Lope quant à l'agneau qu'il voulait dévorer fait quant à elle référence à la fable de La Fontaine Le Loup et l'Agneau (par ailleurs déjà jouée dans le premier tome de la série). Plus tard, lorsque Lope et Armand s'entraînent et partagent le secret de la botte fatale du premier, la scène puis le reproche de Lope quant à l'utilisation excessive de la botte par Armand sont un clin d’œil au film Cyrano et D'Artagnan. Lorsque Lope se retrouve la queue coincée dans une dalle, on peut également y voir une allusion à une histoire du Roman de Renart, où le personnage d'Ysengrin connaît une déconvenue similaire. Le nom de Sabado ("samedi" en espagnol) est une référence au personnage de Vendredi dans Robinson Crusoé : il est à noter ici que les stéréotypes liés à la couleur de peau sont inversés, dans le sens où c'est l'individu à la peau sombre (Sabado) qui est capable de converser (y compris en alexandrins) en français avec les protagonistes, tandis que les indigènes à la peau claire ne s'expriment que par des phrases du type "Ouga bouga !".

### Documentation
- Nicolas Pothier, « Royals Canins », BoDoï, no 32,‎ juillet 2000, p. 12.